# Карачево (озеро)
Карачево (или Карачаево) — озеро в Усвятской волости Усвятского района Псковской области. Расположено на территории болота Большой Мох.
Площадь — 2,2 км² (224,0 га). Максимальная глубина — 4,0 м, средняя глубина — 2,0 м.
Сточное. Из озера на севере вытекает река Карачевка, притока Молитвенки (через Молитвенское озеро), которые, в свою очередь, относятся к бассейну реки Усвяча (через Усвятское озеро), а она — к бассейну Западной Двины.
Тип озера плотвично-окуневый. Массовые виды рыб: щука, плотва, окунь, карась, вьюн (единично).
Для озера характерно: илисто-торфяное дно, местами у берега заиленный песок, сплавины; бывают заморы.